# Герасименко Володимир Маркович
Володимир Маркович Герасименко (нар. 6 липня 1892, Київ (за іншими даними Катеринославщина) — пом. 24 квітня 1975, Буффало, США) — сотник Армії УНР (генерал-хорунжий в еміграції).

## Біографія
Народився у с. Білики Володимир-Волинського повіту Волинської губернії. Закінчив гімназію у Києві та піхотне юнкерське училище, кавалерійське училище (1 лютого 1916). У 1917 р. служив поручиком у лейб-гвардії Гродненському гусарському полку.
В українській армії — з грудня 1917 р. У березні 1918 р. вступив до 1-го кінно-гайдамацького полку ім. К. Гордієнка військ Центральної Ради. Командир чоти 1-ї сотні цього полку. У боях на Полтавщині під Майорківщиною навесні 1918 р. був поранений.
Згодом — командир сотні у Гордієнківському та 22-му кінно-козачому Гродненському полках Армії Української Держави, згодом — Дієвої армії УНР. 22 березня 1919 р. під ст. Чечельник на чолі сотні 22-го полку був вдруге поранений, старшина полку Чорних запорожців.
Учасник травневого (1920) походу на Київ. З 22 вересня 1920 р. — командир 6-го кінного ім. Костя Гордієнка куреня 6-ї Січової стрілецької дивізії Армії УНР. Відзначився в обороні Замостя (Польща) у серпні 1920 р.
Після інтернування жив на Волині. У серпні—вересні 1944 р. очолював Український легіон самооборони на Волині. Після Другої світової війни жив на еміграції у Німеччині. Згодом — в США.
Підвищений у званні до генерала-хорунжого урядом УНР у екзилі.
Помер 24 квітня 1975 року. Похований на цвинтарі Святого Матвія в м. Буффало.